# فورد جالكسي
فورد جالكسي (بالإنجليزية: Ford Galaxy)‏ هي سيارة ميني فان من صناعة شركة فورد أنتجت في 1995.

## معرض صور

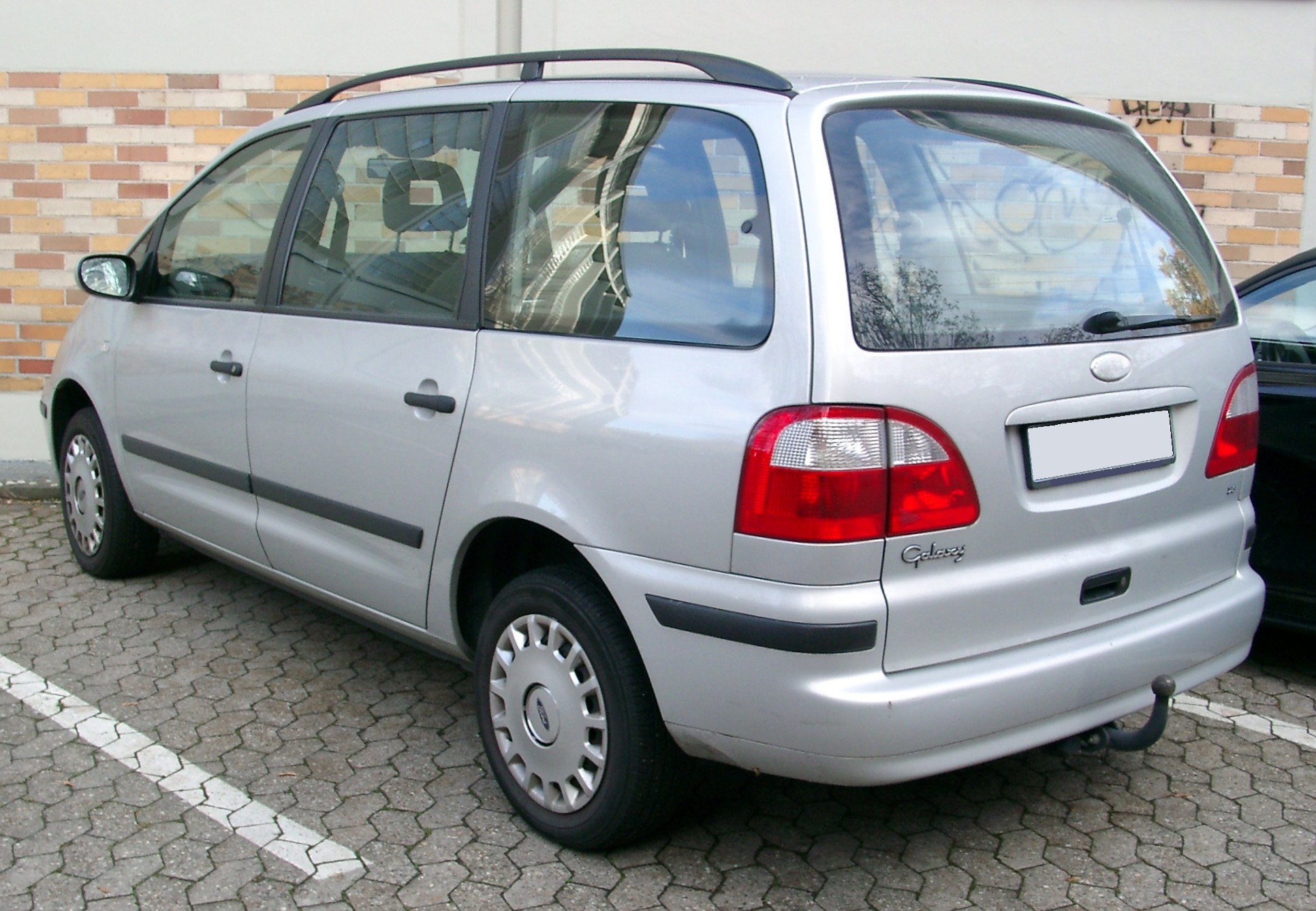
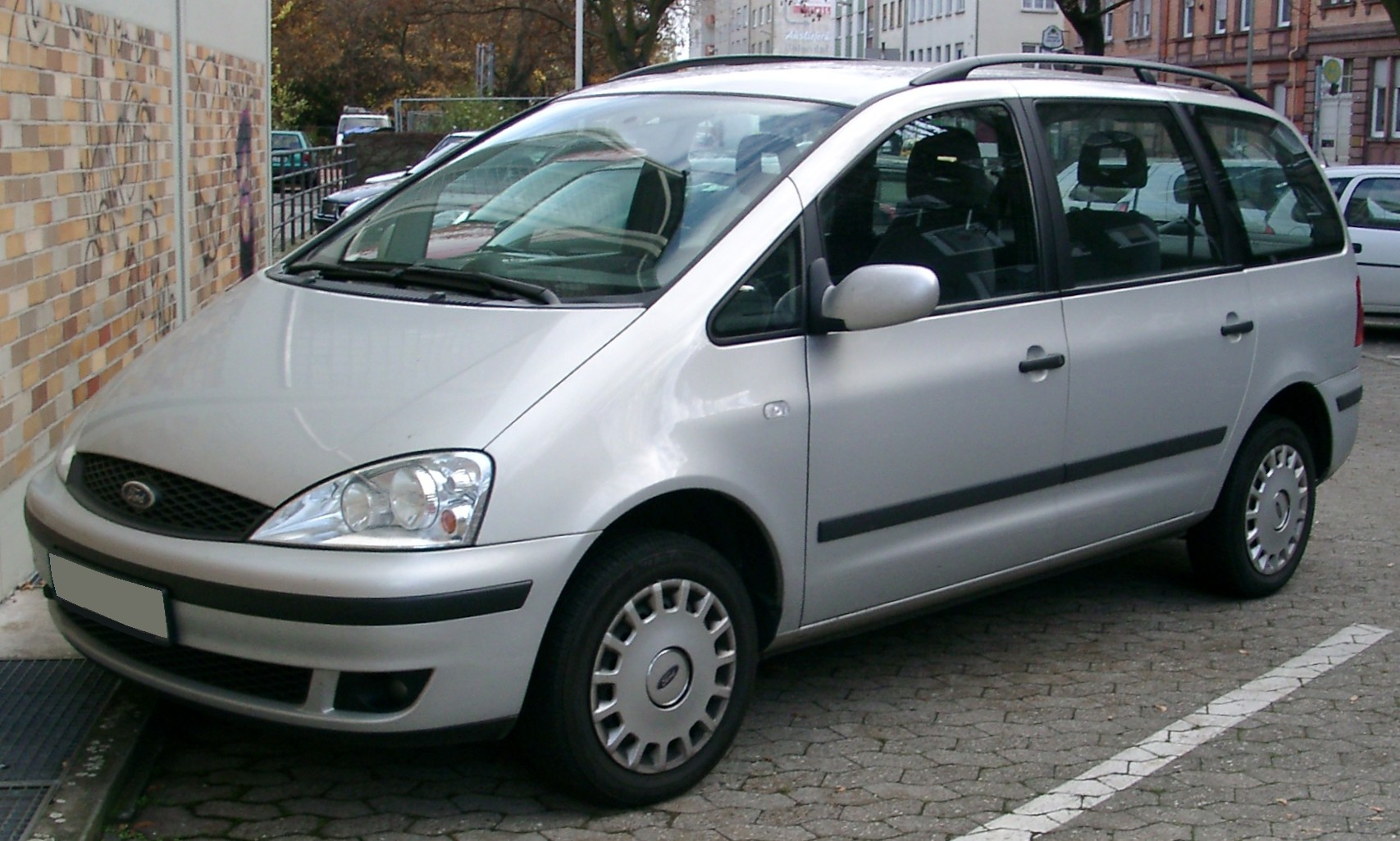
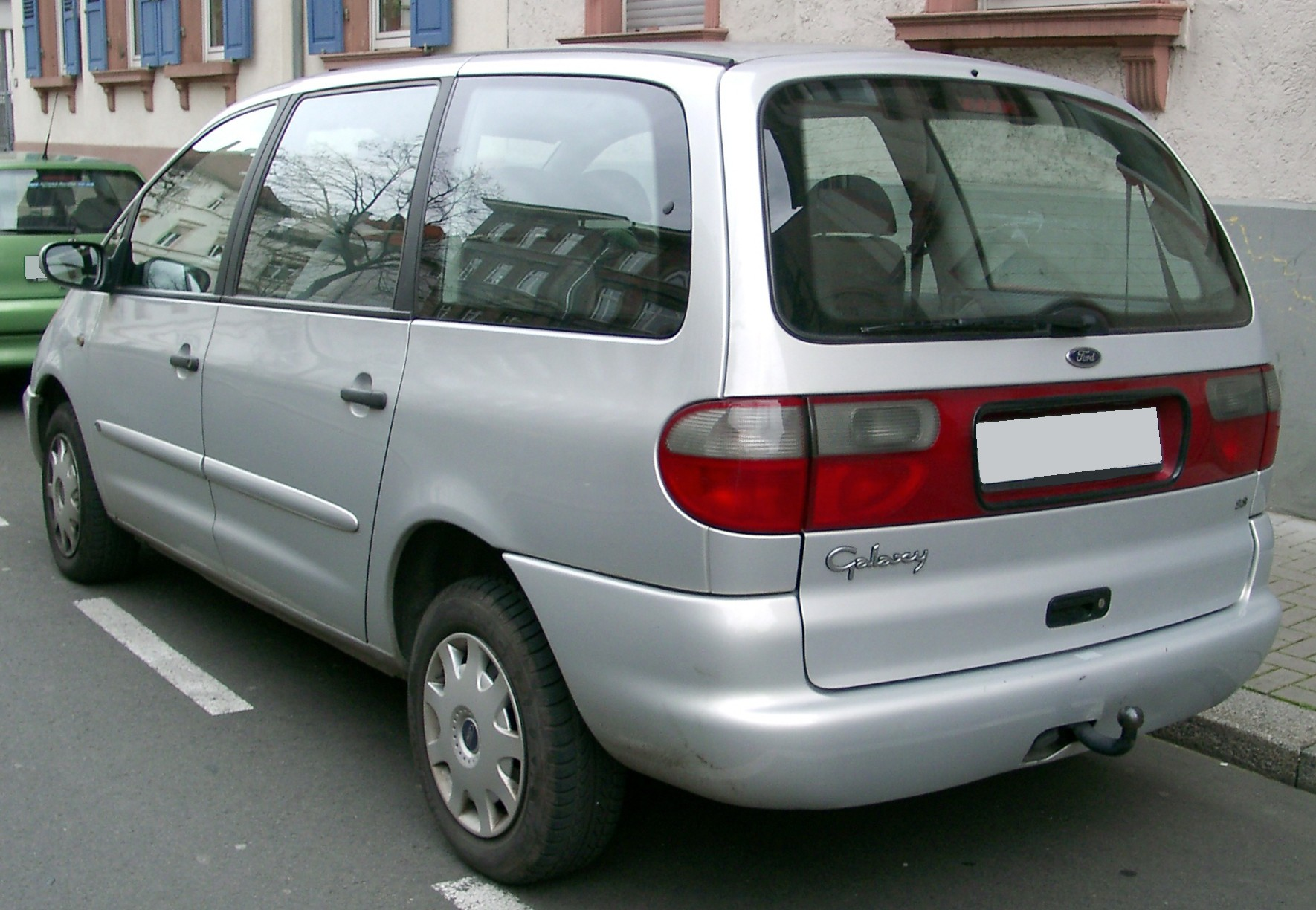